# Општина Думбравени (Вранча)
Думбравени (рум. Dumbrăveni) општина је у Румунији у округу Вранча.
Oпштина се налази на надморској висини од 101 m.